# Muhammad Akhlaq Ahmed
Muhammad Akhlaq Ahmed, född den 4 december 1971, död 25 november 2016, var en pakistansk landhockeyspelare.
Han tog OS-brons i herrarnas landhockeyturnering i samband med de olympiska landhockeytävlingarna 1992 i Barcelona.